# Billy Joe Royal
Billy Joe Royal (3 de abril de 1942 – 6 de octubre de 2015) fue un cantante estadounidense de música pop y country. Su mayor éxito lo consiguió en 1965 con el sencillo "Down in the Boondocks".

## Biografía
Nació en Valdosta, Georgia, y creció en la localidad de Marietta, Georgia, Royal actuó durante su adolescencia en el Georgia Jubilee de Atlanta. Formó su propia banda de rock and roll y alcanzó la fama a nivel local en Savannah durante los últimos años 50 y comienzos de la década de 1960. Su estilo estuvo muy influido por artistas afroamericanos como Sam Cooke.
Royal, que mantenía una relación de amistad con el compositor Joe South, grabó uno de sus temas, "Down in the Boondocks", en una maqueta que posteriormente fue escuchada por responsables de la discográfica Columbia Records, quienes ofrecieron a Royal un contrato discográfico en 1965 y publicaron el sencillo, producido por South. "Down in the Boondocks" se convirtió en su mayor éxito, alcanzando el puesto número 9 de la lista Billboard Hot 100, así como el número 38 de las listas británicas.
Su siguiente sencillo, "I Knew You When", también alcanzó el éxito, entrando en el top 20 en 1965. Grabó la versión original del tema "Hush", escrito por South en 1967, que en 1968 se convertiría en un gran éxito internacional gracias a la versión de Deep Purple. Otra composición de South, "Yo-Yo," tuvo una discreta acogida en Estados Unidos pero se convertiría en un rotundo éxito en la posterior versión de The Osmonds.  En 1969, su sencillo "Cherry Hill Park", alcanzó el puesto número 15 en la lista Billboard Hot 100.  En los años 70, su grabación "Heart's Desire" tuvo una gran acogida entre los seguidores de la corriente musical Northern soul.
A finales de los años 70, Royal actuaba de forma regular en Las Vegas e intervino como actor en varias películas y series de televisión.  Tuvo su último éxito en Estados Unidos con su versión del tema "Under the Boardwalk" en 1978. A partir de la década de 1980 comenzó su carrera como cantante de música country, alcanzando el éxito con temas como "Burned Like a Rocket" de 1984, publicado con Atlantic, "I'll Pin a Note on Your Pillow" (1987), "Tell It Like It Is" (1989) y "Till I Can't Take It Anymore" (1989).  Sus éxitos en la música country continuaron hasta bien entrada la década de 1990.
Royal continuó actuando durante las siguientes décadas dentro de los circuitos "oldies" alrededor de Norteamérica, Japón y Europa. En 2003 intervino en el western independiente Billy the Kid, coprotagonizado por Cody McCarver.
Royal falleció mientras dormía el 6 de octubre de 2015 en Morehead City (Carolina del Norte).

## Discografía

### Álbumes
- 1965 Down in the Boondocks (Columbia Records)
- 1967 Billy Joe Royal featuring Hush (Columbia Records)
- 1969 Cherry Hill Park (Columbia Records)
- 1980 Billy Joe Royal (Mercury Records)
- 1981 Billy Joe Royal (Kat Family Records)
- 1982 Makin' Believe (Brylen Records)
- 1983 Folio (51 West Records & Tapes)
- 1986 Looking Ahead]] (Atlantic Records)
- 1987 The Royal Treatment (Atlantic Records)
- 1989 Tell It Like It Is (Atlantic Records)
- 1990 Out of the Shadows (Atlantic Records)
- 1992 Billy Joe Royal (Atlantic Records)
- 1998 Stay Close to Home (Intersound Records)
- 2009 His First Gospel Album (Gusto Records)